# مساعد ابراهیم
مساعد ابراهیم (انگلیسی: Musaed Ibrahim؛ زادهٔ ۱۸ نوامبر ۱۹۶۵) بازیکن فوتبال اهل عربستان سعودی بود.
وی همچنین در تیم ملی فوتبال عربستان سعودی بازی کرده‌است.